# Albert Odyssey
Albert Odyssey (アルバートオデッセイ, Arubaato Odessee?) és un videojoc de rol tàctic desenvolupat i publicat per Sunsoft i publicat per la Super Famicom al Japó el març de 1993. El joc presenta estratègia basada, a més de lluitar contra el tradicional joc de rol elements en entorns bidimensionals.
Els jugadors assumeixen el paper d'Albert, l'heroi epònim i jove espadatxí que viu en un món de fantasia ple de monstres i criatures mítiques. Si bé gran part del món es manté en relativa pau després d'una gran guerra molts anys abans del començament del joc, una facció militar encapçalada pel mag fosc Globus ha sorgit a la conquesta de les recents pacificades nacions i ampliar el seu imperi. Amb l'ajuda dels amics d'Albert, així com va contractar als mercenaris, el jugador ha de viatjar pel món i, eventualment, enfrontar Golbus i les seues forces per a evitar altre conflicte a gran escala.